# 아리스티드 브리앙
아리스티드 브리앙(Aristide Briand)은 프랑스의 변호사이자 정치인으로, 1862년 3월 28일 낭트에서 태어나 1932년 3월 7일 파리에서 사망했다.
브리앙은 루아르 및 루아랭페리외르 국회의원으로서, 프랑스의 라이시테 정신을 법제화하고자 1905년 정교분리법을 제안하고 발의했으며, 제3공화국에서 국무회의 의장을 11번, 장관직을 26번 역임했다.
브리앙은 제1차 세계대전 종전 이후의 국제 관계에 있어 핵심적인 역할을 수행했다. 1926년, 브리앙은 외무장관으로서 프랑스와 독일의 관계 회복에 기여한 점으로(로카르노 조약, 1925년) 구스타프 슈트레제만과 함께 노벨평화상을 공동수상했다. 브리낭은 국제연맹을 축으로 한 집단안보에 의한 평화라는 자신의 이상을 추구하며, 1928년 미국의 프랭크 빌링스 켈로그와 함께 전쟁을 금지한 브리앙-켈로그 조약을 체결했다. 그러나 브리앙이 구상한 외교 질서는 1929년 경제위기, 나치즘의 대두 등 제2차 세계대전을 예고하는 사건들이 나타나며 1930년대 초부터 붕괴하기 시작했다.

## 역대 선거 결과
- 선출 및 재선: 루아르 국회의원. 1902년, 1906년, 1910년, 1914년.
- 선출 및 재선: 루아랭페리외르 국회의원. 1919년, 1924년, 1928년.

| 선거명      | 직책명 | 대수 | 정당       | 1차 득표율 | 1차 득표수 | 2차 득표율 | 2차 득표수 | 결과 | 당락 |
| ----------- | ------ | ---- | ---------- | ---------- | ---------- | ---------- | ---------- | ---- | ---- |
| 1931년 선거 | 대통령 | 14대 | 공화사회당 | 44.70%     | 401표      | 1.36%      | 12표       | 3위  | 낙선 |